# James Murray (lexicógrafo)
James Augustus Henry Murray (7 de febrero de 1837 – 26 de julio de 1915) fue un lexicógrafo y filólogo escocés. Fue el principal editor del Oxford English Dictionary desde 1879 hasta su muerte.

## Síntesis biográfica
Sir James Murray nació en la villa de Denholm cerca de Hawick en la frontera escocesa. Hijo mayor de un sastre de pueblo, Thomas Murray. Niño precoz con un voraz apetito por el aprendizaje, abandonó la escuela a los catorce años porque sus padres no estaban en condiciones económicas de costear los estudios. A los diecisiete años se recibió igualmente de maestro en la escuela de gramática de Hawick.
En 1861 Murray conoció a Maggie Scott, una profesora de música con quien contrajo nupcias al año siguiente. Dos años después tuvieron una hija, Anna, que murió a edad temprana a causa de tuberculosis. Su esposa también se contagió, y por sugerencia de los médicos se mudaron a Londres para escapar de los inviernos escoceses. Una vez allí, Murray se empleó en un trabajo administrativo con el Chartered Bank de India, mientras continuaba en su tiempo libre dedicado a sus variados intereses académicos. Maggie falleció al año siguiente, y Murray se casó dos años después con Ada Agnes Ruthven. 
Por esta época Murray estaba principalmente interesado en el lenguaje y la etimología. Una carta de presentación que escribió a Thomas Watts, curador bibliográfico del Museo Británico da idea de la profundidad y amplitud de su erudición lingüística: en ella argumenta sobre su «íntima relación» con los idiomas italiano, francés, catalán, español y latín, y -en «menor grado» - portugués, vaudois, provenzal y varios dialectos. Además, afirma que le son «tolerablemente familiares» el holandés, alemán y danés. Menciona sus estudios de anglosajón y gótico y que conoce un poco de lenguas celtas y se «está ocupando» de las lenguas eslavas, habiendo obtenido conocimiento útil de ruso. Tiene suficiente conocimiento de hebreo y siríaco para leer y comprender el Antiguo Testamento y la Peshitta, y en menor grado conoce arameo, árabe, copto y fenicio. A pesar de todo, no obtuvo el empleo solicitado.
En 1869 Murray fue miembro del Consejo de la Sociedad Filológica de la que se convertirá en presidente, y para 1873 había dejado su trabajo en el banco para enseñar en la Mill Hill School de Londres. Ese mismo año publicó The Dialect of the Southern Counties of Scotland (El dialecto de los condados meridionales de Escocia), obra que acrecentó su fama en los círculos filológicos. 
Murray tuvo once hijos con Ada, todos con el apellido Ruthven por un acuerdo con su suegro, George Ruthven: el mayor Harold James Ruthven Murray llegó a ser un importante historiador del ajedrez, y otro hijo, Wilfrid George Ruthven Murray, escribió una biografía de su padre.

## Murray y el OED
El 26 de abril de 1878 Murray fue invitado a Oxford para reunirse con los delegados de la Oxford University Press, para proponerle ser editor de un nuevo diccionario del idioma inglés que reemplazara al diccionario de Johnson e incluyera todas las palabras existentes en el habla inglesa en todo el mundo, con sus variados significados. Era un proyecto monumental, que requería a alguien con el conocimiento y determinación de Murray. 
El 1 de marzo de 1879 se oficializó el acuerdo para que Murray editara un nuevo diccionario de inglés. La idea era que le llevara diez años de trabajo para completar unas 7000 páginas, en cuatro volúmenes. De hecho, cuando los resultados finales se publicaron en 1928, la obra abarcó veinte volúmenes, con 414.825 definiciones y 1.827.306 citas empleadas para ilustrar los significados de las palabras. 
En preparación del trabajo, Murray construyó un galpón de hierro galvanizado en los fondos de la Escuela Mill Hill, que bautizó «Scriptorium», para albergar su pequeño equipo de asistentes así como el flujo de documentos requeridos para referir citas que explicaran los términos a definir, base de su trabajo.  Asimismo redactó un llamamiento al público inglés lector para que leyera libros e hiciera extractos de pasajes documentando usos de las palabras que luego les enviaran para ampliar la base documental de su trabajo. Al completarse las primeras partes del diccionario, Murray abandonó su tarea docente y se dedicó de lleno a la lexicografía. 

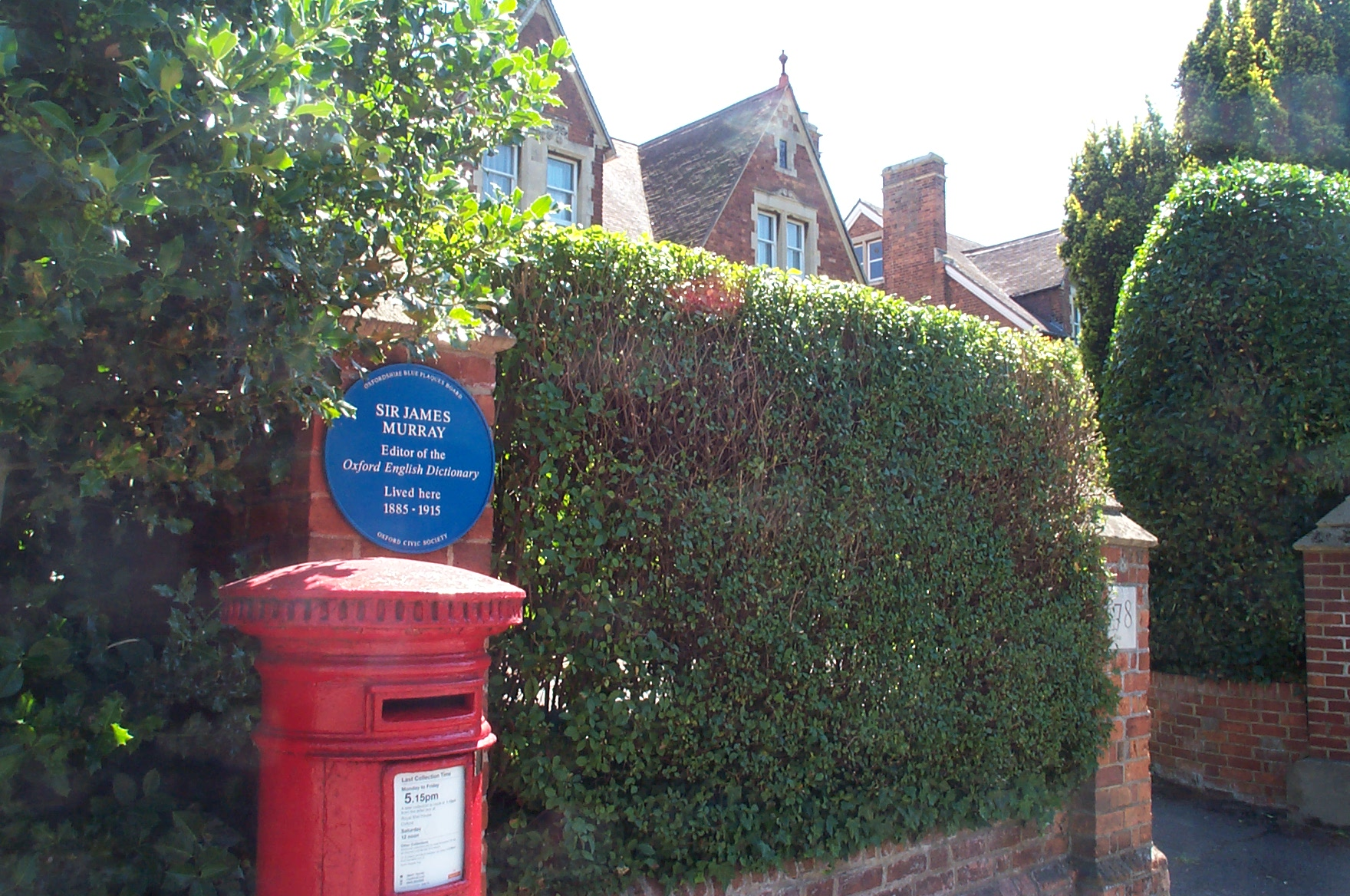
El buzón en el N.º 78 de Banbury Road, Oxford, hogar de James Murray. La placa azul fue instalada en 2002.

En el verano de 1884 Murray y su familia se mudaron a una casa más grande en la calle Banbury, al norte de Oxford, donde construyó un segundo scriptorium en el jardín, mayor que el primero, con más espacio de almacenamiento para el siempre creciente número de papeles enviados a Murray y su equipo. Cualquier carta con la dirección «Mr.Murray, Oxford», encontraba el camino hacia su casa, y tal fue el volumen de correspondencia recibida, que el Correo británico colocó un buzón especial en la acera de su casa. 
Murray continuó trabajando en su diccionario, sin que la edad o la salud quebrantada disminuyeran su entusiasmo. Murió de pleuresía el 26 de julio de 1915, y fue sepultado en Oxford.

## Biografías

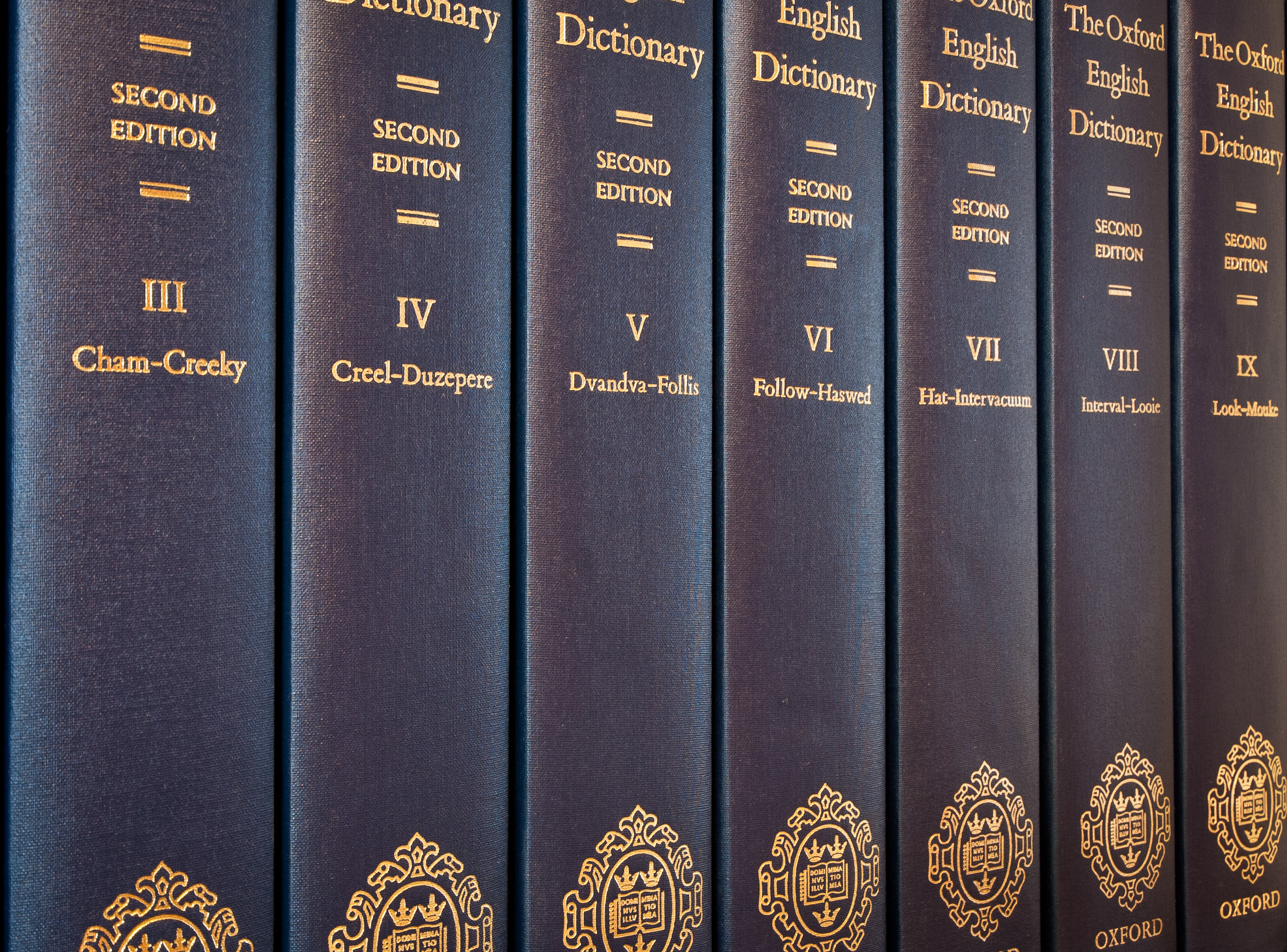
Volúmenes de la segunda edición del Oxford English Dictionary

Su nieta K. M. Elisabeth Murray escribió una biografía titulada Caught in the Web of Words: James Murray and the Oxford English Dictionary (Yale University Press, 1977, ISBN 0-300-08919-8). Recientemente Simon Winchester publicó The Meaning of Everything: The Story of the Oxford English Dictionary (OUP, 2003, ISBN 0-19-860702-4).
Murray es «el profesor» mencionado en el libro de Winchester The Surgeon of Crowthorne, aunque nunca ejerció como profesor de la Universidad de Oxford. El Dr. William Chester Minor, un voluntario que trabajó en el diccionario, era «el loco».
La película The Professor and the Madman [español: Entre la razón y la locura] (2019), basada en el libro de 1998 The Surgeon of Crowthorne de Simon Winchester, relata parte de la biografía de J. Murray en su relación con William Chester Minor, colaborador asimismo del diccionario.